# Gerrit van 't Net
Gerrit van 't Net (Eemnes, 10 mei 1910 – Amsterdam, 22 april 1971) was een Nederlands kunstschilder, glasschilder, aquarellist, tekenaar, graficus en zelfstandig kunstdocent.

## Biografie
Gerrit van 't Net is geboren in Eemnes waar hij woonde tot 1914; hierna volgde een verblijf van acht jaar in Duitsland. Hij heeft herhaaldelijk in kindertehuizen gewoond door conflicten tussen zijn ouders. Vanaf 1922 woonde Van 't Net in Utrecht waar hij van 1928 tot 1932 de kunstopleiding volgde, met als belangrijke docent de surrealistische schilder Willem van Leusden. Ook trok hij veel op met de schilders Wim Oepts en Joop Moesman. Daarna vertrok van 't Net naar Amsterdam waar hij tot 1936 de Rijksakademie van Beeldende Kunsten bezocht. Belangrijke docenten voor hem waren hier de Duitse docent Heinrich Campendonk, de beeldhouwer Samuel Jessurun de Mesquita en Richard Roland Holst. Door het verkrijgen van een beurs kon Van 't Net een verblijf van twee jaar in Parijs bekostigen waar hij les kreeg van Othon Friesz. In 1938 keerde hij terug en ging wonen aan de Oudezijds Voorburgwal te Amsterdam, waar hij tot zijn dood verbleef, werkte en aan veel leerlingen schilderles gaf. Hij trouwde er in 1952 met Anneke Nieburg.

## Stijlen en thema's
Van 't Net maakte schilderijen (portret en figuurstudie), grafiek, tekeningen, glas-in-loodobjecten, mozaïek, wandschilderingen en beelden in metaal. Zijn stijl wisselde door de jaren heen; hij heeft zowel in figuratieve, surrealistische en een min of meer abstracte stijl gewerkt. Het naakt, erotische thema's en seksuele symboliek komen veelvuldig in zijn werk terug.
In zijn vroege Utrechtse jaren creëerde van 't Net vanaf circa 1930 voornamelijk surrealistische schilderijen, tekeningen en grafiek. Bekend is zijn zelfportret Ik uit 1932. Dit schilderij en andere die hij vanaf 1930 maakte, was gebaseerd op composities van academische gipsafgietsels van beelden uit de Klassieke Oudheid en van losse menselijke ledematen. Een aantal van zijn schetsen in de collectie van het Centraal Museum in Utrecht illustreren dit gegeven duidelijk. Ook laten zijn schilderijen uit deze periode een duidelijke verwantschap zien met de Utrechtse surrealist Joop Moesman; beide schilders waren toen met elkaar bevriend. Moesman heeft zich na de dood van van 't Net in 1971 sterk ingespannen om het surrealistische oeuvre van zijn vroegere vriend alsnog waardering te laten krijgen. Van de jaren dertig zijn er ook veel erotische en pornografische tekeningen van Gerrit van 't Net bekend waarin de man vaak door de vrouw wordt gedomineerd - een thema wat regelmatig in zijn werk terugkomt.

## Docent
Van 't Net begon in 1953 met lesgeven aan enkele leerlingen. Hij gaf veel les op de Vrije Academie 'de Leeuwenburg' te Amsterdam. Veel individuele kunstenaars zijn opgeleid op zijn atelier, onder meer Bert Simon Kramer, Daan Lemaire, Bert Grotjohan, Cornelius Rogge,Geert Meyer , Willem van Rooyen, Niek Stoeltjes en Kees Verkade.
De latere Amsterdamse historicus Richter Roegholt was rond 1952 kunstredacteur bij Het Vrije Volk geworden en werd kort daarop op Gerrit van 't Net afgestuurd. In februari 2004 haalt hij in het blad Ons Amsterdam zijn herinneringen op: 'Op de zolder stonden aan de ene kant zes krukjes met tekenborden; daartegenover zes met zorg samengestelde monsterlijke stillevens. Bijvoorbeeld: voor een achtergrond van een schuin gespannen rode doek met gouden penningen, een doodskop en een opengeslagen bijbel met verkleurde droogbloemen; een Louis Philippe-tafeltje met een vruchtenschaal, een Jugendstilglas, een flard van een oude krant en een appeltje; een gescheurde Nederlandse vlag met een kapotte cello, een gipsen Athene en een groene glazen bol.' Van 't Net vertelde Roegholt dat natekenen de leerschool des doods was en dus juist de tegenpool van creatie. Zijn leerlingen moesten leren dat het probleem niet bestond in het te tekenen ding zelf, maar op het papier zat het, onder hun eigen houtskoolstift.

## Lidmaatschappen
- vanaf 1939 (tot 1944?) werkend lid van de Amsterdamse kunstenaarsvereniging De Onafhankelijken[5]
- vanaf 1946 lid van de Hollandse Aquarellistenkring[6]
- vanaf 1948 lid van kunstenaarsvereniging 'De Realisten'[7]
- vanaf ongeveer 1956 lid van de Vereniging van Beoefenaars der Monumentale Kunsten (VBMK)[8]

## Werk in openbare collecties
- Museum Henriette Polak, sedert 2017 onderdeel van Musea Zutphen
- Museum Arnhem, Arnhem
- Centraal Museum, Utrecht (zie onder)